# Craig Brown (taekwondo)
Craig Brown (Londres, 16 de febrero de 1983) es un deportista británico que compitió en taekwondo. Ganó dos medallas de bronce en el Campeonato Europeo de Taekwondo, en los años 2005 y 2006.

## Palmarés internacional
| Campeonato Europeo | Campeonato Europeo | Campeonato Europeo | Campeonato Europeo |
| Año                | Lugar              | Medalla            | Categoría          |
| ------------------ | ------------------ | ------------------ | ------------------ |
| 2005               | Riga (Letonia)     | Medalla de bronce  | –78 kg             |
| 2006               | Bonn (Alemania)    | Medalla de bronce  | –78 kg             |